# فلیکس چهارم

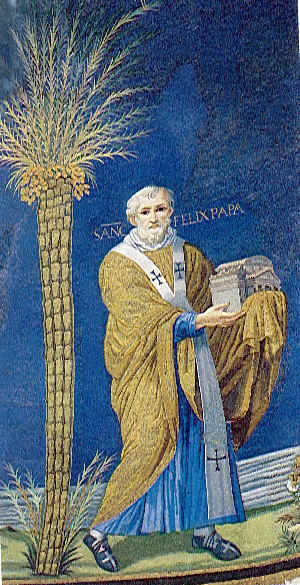

پاپ فلیکس چهارم  (به انگلیسی: Pope Felix IV) یکی از پاپ‌های کلیسای کاتولیک رم بود که در سامانیوم به دنیا آمد و بین سال‌های ۵۲۶ تا ۵۳۰ میلادی پاپ بود.